# أعياد الميلاد المسيحية

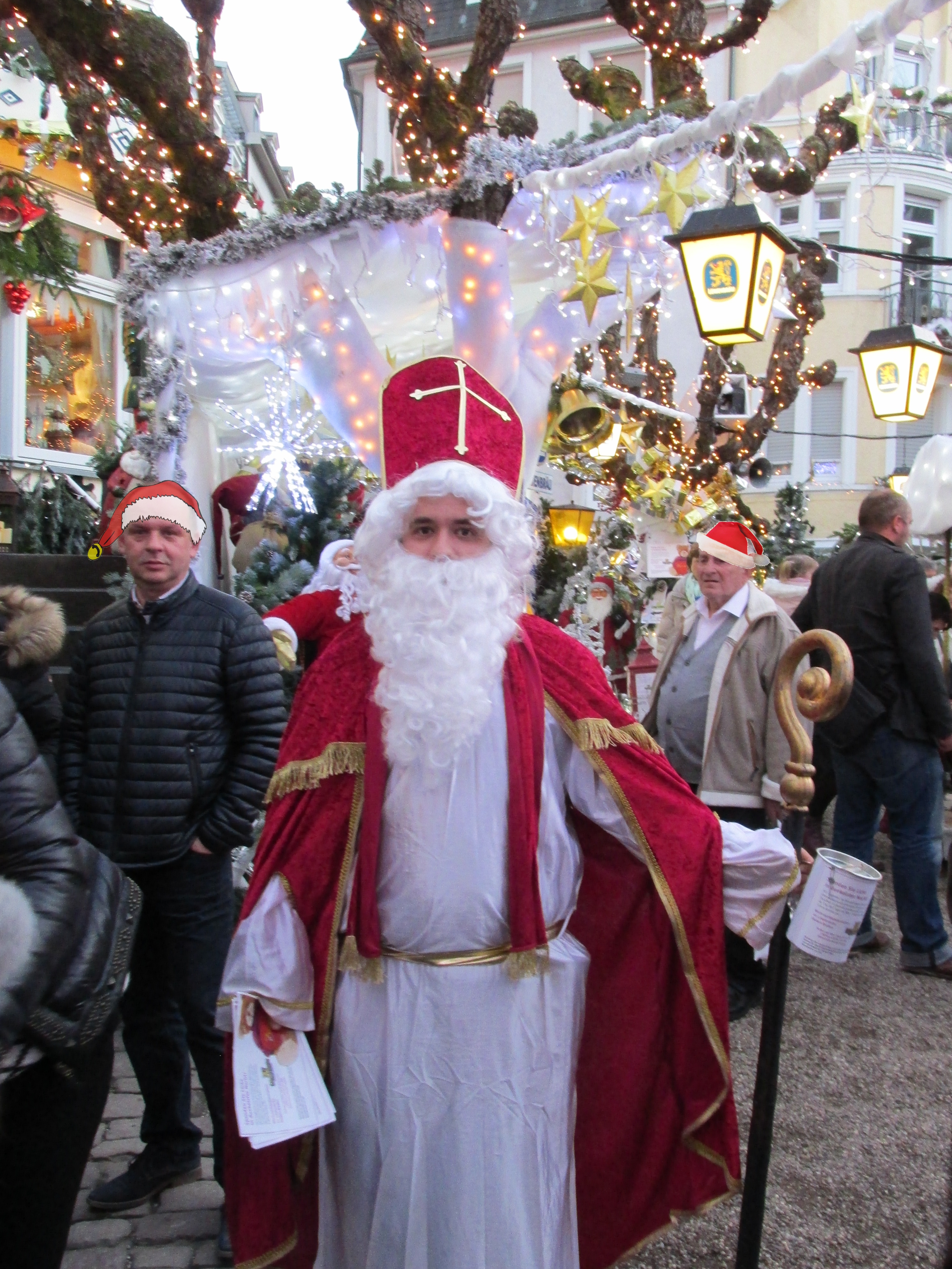
رجل يرتدي زي نيكولاس Weihnachten في بادن

أعياد الميلاد المسيحية (بالألمانية: Weihnachten) هو الاحتفال بما يعرف عادة باللغة الإنجليزية باسم عشية عيد الميلاد في البلدان الناطقة باللغة الألمانية مثل ألمانيا والنمسا وسويسرا. كما أنه منتشر على نطاق واسع في البلدان ذات الأقلية الناطقة بالألمانية، مثل ترانسيلفانيا في رومانيا، وجنوب تيرول في إيطاليا، وإوبين في بلجيكا، ومختلف المغتربين مثل الجاليات الألمانية البرازيلية والألمانية الأمريكية. تقاليد أعياد الميلاد المسيحية أثرت على عيد الميلاد وثقافة مجيء المسيح في جميع أنحاء العالم. 

## استعدادات
استعدادًا لأعياد الميلاد المسيحية، العديد من العائلات تحتفل بعيد الميلاد. هذا وقت الاستعداد الديني لوصول داس كريستيند (المسيح الطفل). تشمل أنشطة المجيء التقليدية Adventkranz (إكليل Advent)، الذي تم إنشاؤه يوم الأحد الرابع قبل عيد الميلاد، بداية موسم Advent. أربعة شموع تزين إكليل الزهور، وتضاء واحدة جديدة كل يوم أحد. غالبًا ما تغني العائلات ترانيم الميلاد وهم يتجمعون حول إكليل الزهور للاحتفال بالإعداد وموسم عيد الميلاد. 
يستمتع الأطفال أيضًا بتقويم المجيء، الذي يحتوي على 24 بابًا، واحد لكل يوم من ديسمبر حتى عيد الميلاد. يفتح الأطفال بابًا واحدًا كل يوم، ويجدون شوكولاتة في انتظارهم. تتضمن العديد من التقويمات أيضًا صورًا داخل الأبواب، وغالبًا ما تكون مرتبطة بعيد الميلاد. 

## بعد عشية عيد الميلاد
في اليوم الأول أو الثاني من عيد الميلاد (25 و 26)، سيتم تقديم العديد من وجبات عيد الميلاد. الأكثر شيوعا تشمل الإوز والدجاج والفوندو (مع أنواع كثيرة من اللحوم) والراكليت والحمل. يتم تقديم وجبات صغيرة في سويسرا. 
يتم التخلص من شجرة عيد الميلاد بعد الأسبوع الثاني من شهر يناير، مع ترك الأشجار (الأصلية) في الخارج لجمعها بواسطة جامعي النفايات. ومع ذلك، تختار بعض الأسر استخدام الأشجار الاصطناعية بدلاً من ذلك التي قد تكون معبأة ببساطة حتى أعياد الميلاد العام المقبل.